# Join Hands
Join Hands — другий студійний альбом англійського рок-гурту Siouxsie and the Banshees, випущений 7 вересня 1979 року лейблом Polydor Records. Після виходу альбом був високо оцінений британською пресою, зокрема Melody Maker, Sounds, NME та Record Mirror.
При створенні Join Hands гурт надихнувся темою Першої світової війни. Музично він похмуріший, ніж дебютний альбом гурту The Scream: звучить більш клаустрофобно та моторошно. Це був останній записаний альбом з першим складом гурту, оскільки гітарист Джон Маккей і барабанщик Кенні Морріс покинули гурт після розбіжностей на початку британського туру Join Hands, в день виходу альбому.
Платівка посіла 13-те місце в UK Albums Chart. «Playground Twist» став єдиним синглом, випущеним з альбому. Join Hands був перевиданий на вінілі у 2015 році разом з найпершою обкладинкою, яку гурт представив Polydor у 1979 році.

## Трек-лист
Автор слів Сьюзі Сью, за винятком зазначених, автор музики Siouxsie and the Banshees (Сьюзі, Стівен Северін, Джон Маккей, Кенні Морріс), за винятком зазначених. 
| Сторона А | Сторона А          | Сторона А     | Сторона А  |
| #         | Назва              | Автор слів    | Тривалість |
| --------- | ------------------ | ------------- | ---------- |
| 1.        | «Poppy Day»        | Джон Мак-Крей | 2:04       |
| 2.        | «Regal Zone»       | Северін       | 3:47       |
| 3.        | «Placebo Effect»   |               | 4:40       |
| 4.        | «Icon»             | Северін       | 5:27       |
| 5.        | «Premature Burial» |               | 5:58       |

| Сторона Б | Сторона Б             | Сторона Б                                                             | Сторона Б                                                | Сторона Б  |
| #         | Назва                 | Автор слів                                                            | Автор музики                                             | Тривалість |
| --------- | --------------------- | --------------------------------------------------------------------- | -------------------------------------------------------- | ---------- |
| 1.        | «Playground Twist»    |                                                                       |                                                          | 3:01       |
| 2.        | «Mother/Oh Mein Papa» | Сьюзі, Джеффрі Парсонс, ("Oh Mein Papa") Джон Тернер ("Oh Mein Papa") | Siouxsie and the Banshees, Пол Буркхард ("Oh Mein Papa") | 3:22       |
| 3.        | «The Lord's Prayer»   | Народний, Сьюзі                                                       |                                                          | 14:09      |

| Бонус-треки ремастированого CD-видання 2006 року | Бонус-треки ремастированого CD-видання 2006 року | Бонус-треки ремастированого CD-видання 2006 року | Бонус-треки ремастированого CD-видання 2006 року | Бонус-треки ремастированого CD-видання 2006 року |
| #                                                | Назва                                            | Автор слів                                       | Автор музики                                     | Тривалість                                       |
| ------------------------------------------------ | ------------------------------------------------ | ------------------------------------------------ | ------------------------------------------------ | ------------------------------------------------ |
| 9.                                               | «Love in a Void» (7" double A-side)              | Северін                                          | Сьюзі, Северін, Пітер Фентон, Морріс             | 2:35                                             |
| 10.                                              | «Infantry» (раніше невиданий трек)               |                                                  |                                                  | 3:15                                             |

## Персоналії
Siouxsie and the Banshees
- Сьюзі Сью — вокал, піаніно
- Джон Маккей — гітара, саксофон
- Стівен Северін — бас-гітара, бек-вокал на 'Premature Burial'
- Кенні Морріс — барабани, перкусія

Технічний персонал
- Майк Ставру — продюсування, звукорежисер
- Нільс Стівенсон — продюсування
- Ієн Мораєс — асистент звукорежисера
- Роб О'Коннор — дизайн обкладинки
- Едріан Бут — фото обкладинки
- Джон Мейбері — ілюстрації обкладинки

## Чарти
| Чарт (1979)                     | Пікова позиція |
| ------------------------------- | -------------- |
| Велика Британія UK Albums (OCC) | 13             |

## Сертифікації
| Регіон                                             | Сертифікація | Продажі |
| -------------------------------------------------- | ------------ | ------- |
| Велика Британія (BPI)                              | Срібний      | 60 000^ |
| ^відвантаження, що базуються лише на сертифікаціях |              |         |